# Jozefien Daelemans
Jozefien Daelemans (1979) is een Belgische journaliste en schrijfster. 

## Biografie
Daelemans studeerde beeldende kunsten aan Sint-Lucas te Antwerpen. In 2001 werd ze illustrator en vormgever bij Sanoma Magazines en later ook artdirector. 
In 2014 richtte ze Charlie Magazine op en werd er hoofdredactrice met een team freelancers. Op 9 maart 2017 kwam ze openhartig aan het woord in Zwijgen is geen optie met een tweede interview op 8 mei 2019. Eind 2019 werd het magazine stopgezet.
In 2020 ging ze aan de slag als columniste bij De Standaard en verzorgt onder de naam Roxie ook een striprubriek in Het Nieuwsblad.